# Sistema toxina-antitoxina

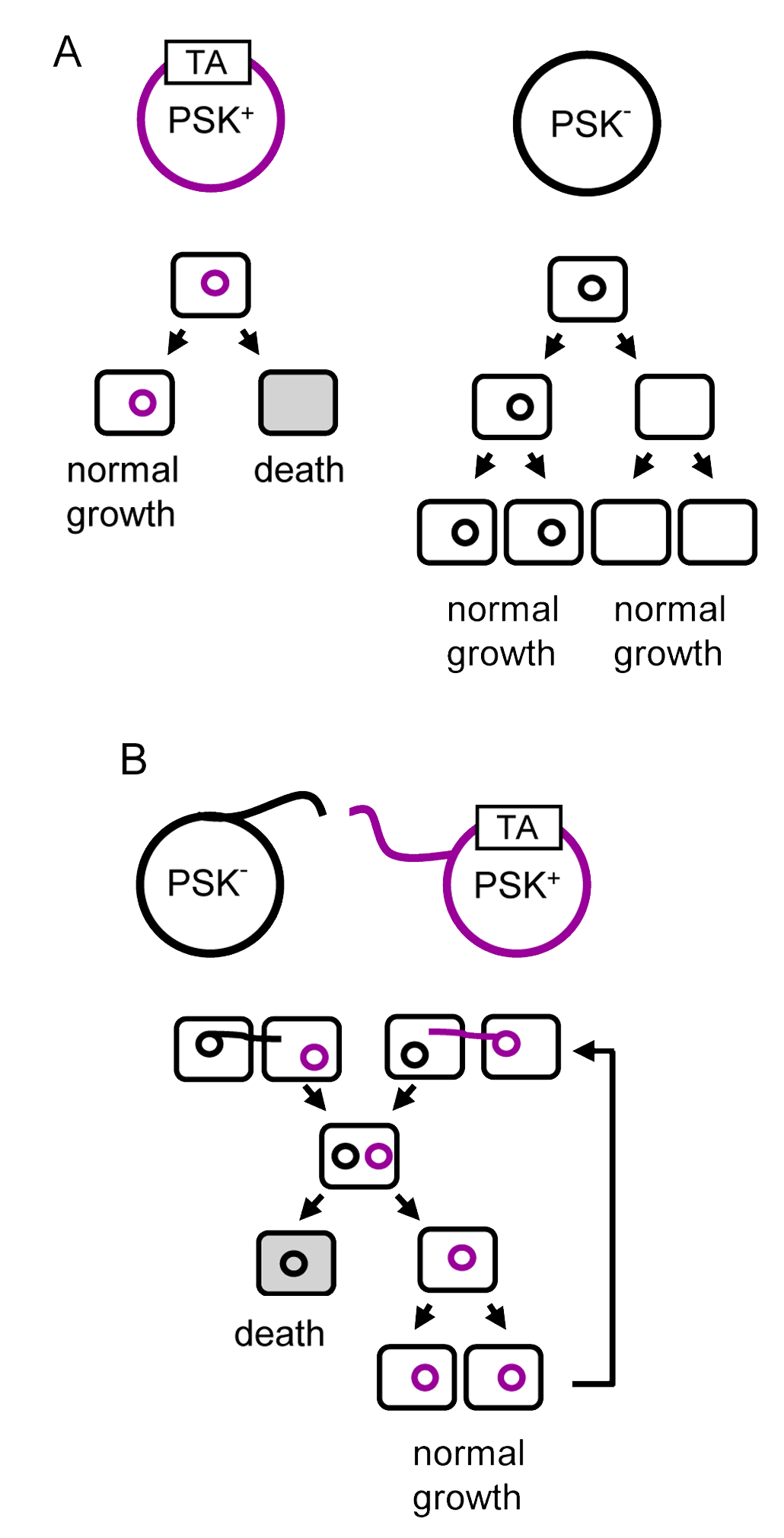
(A) The vertical gene transfer of a toxin-antitoxin system. (B) Horizontal gene transfer of a toxin-antitoxin system. PSK stands for post-segregational killing and TA represents a locus encoding a toxin and an antitoxin.

Un sistema toxina-antitoxina es un conjunto de dos o más genes unidos, que codifican para una proteína 'veneno' y su 'antídoto' correspondiente. Cuando estos sistemas se encuentran en plásmidos –elementos genéticos transferibles–  aseguran que únicamente las células hijas que heredan el plásmido sobrevivan después de la división celular. Si el plásmido está ausente en una célula hija, la antitoxina 'inestable' se degrada y la proteína tóxica 'estable' ataca y elimina a la nueva célula; esto es conocido como 'exterminio post - segrgacionista' (PSK). Los sistemas toxinas-antitoxinas se encuentran distribuidos extensamente en procariontes y los organismos normalmente los contienen en diferentes copias.
Los sistemas toxina-antitoxina se clasifiican de acuerdo a cómo la antitoxina neutraliza la toxina. En el sistema tipo I toxina-antitoxina, la traducción del ARN mensajero( ARNm) que codifica la toxina es inhibida por la unión de un pequeño ARN no-codificante de la antitoxina al ARNm. La proteína toxina en un sistema tipo II es inhibida post-traducción por la unión de otra proteína antitoxina. Un ejemplo del sistema tipo III toxina-antitoxina se describe cuando una proteína toxina se une directamente por una molécula de ARN. Los genes toxina-antioxina normalmente ser transfieren a través de una transferencia genética horizontal y se asocian con bacterias patógenas, ya que se han encontrado en plásmidos con resistencia a antibióticos y virulencia.
También existen los sistemas cromosómicos de toxina-antitoxina, algunos de los cuales desempeñan funciones como respuesta al estrés, provocando una detención del ciclo celular and provocando la muerte programada de las células.
En términos evolutivos, los sistemas toxina-antitoxina pueden ser considerados ADN egoísta ya que el propósito de los sistemas implica la replicación sin importar sin esto beneficia al huésped o no. Algunos han propuesto teorías adaptativas para explicar la evolución de los sistemas toxina-antitoxina; por ejemplo, los sistemas cromosómicos toxina-antitoxina pudieron haber evolucionado para prevenir la herencia de grandes deleciones del genoma huésped. Los sistemas toxina-antitoxina tienen varias aplicaciones biotecnológicas, como un método para mantener a los plásmidos en las líneas celulares, objetivos para los antibióticos y como vecotres positivos de selección.

## Ventaja evolutiva
El uso de los plásmidos para estabilizar sistemas toxina-antitoxina han sido parte de ejemplos de ADN egoísta como parte de la visión de la evolución centrada en genes. Se han propuesto teorías que el loci de toxina-antitoxina sirve únicamente para mantener el ADN propio, a expensas del organismo huésped. Otras teorías proponen que los sistemas han evolucionado para aumentar la aptitud de los plásmidos al momento de competir con otros plásmidos. Aunque el sistema toxina-antitoxina otorga una ventaja al ADN huésped al eliminar los plásmidos que compiten en la progenie de la célula. Esta teoría fue corroborada a través de modelados en computadora. Sin embargo, esto no expica la presencia de sistemas toxina-antitoxina en los cromosomas.

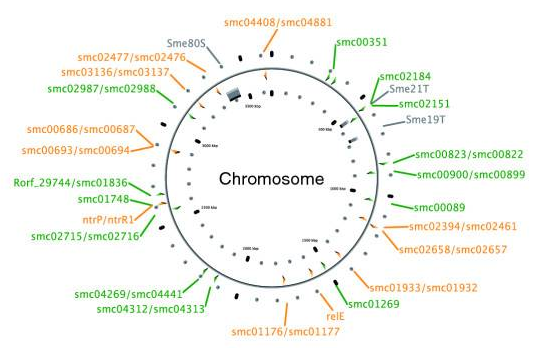
A chromosome map of Sinorhizobium meliloti, with its 25 chromosomal toxin-antitoxin systems. Orange-labelled loci are confirmed TA systems and green labels show putative systems.

Los sistemas cromosómicos toxina-antitoxina tienen diversas teorías adaptativas que explican su éxito en la selección natural. La explicación más simple de su existencia en los cromosomas es que previenen grandes deleciones del genoma de la célula que podrían ser dañinas, aunque podría decirse que las deleciones de grandes regiones codificantes son fatales para la célula hija. MazEF, es un locus de toxina-antitoxina, encontrado en E. coli y otras bacterias, que induce la muerte programada de la célula como respuesta a inanición, específicamente cuando hay ausencia de aminoácidos .  Esto libera los contenidos de la célula para ser absorbidos por células vecinas, lo que previene potencialemente la muerte de las cercanas y por lo tanto aumenta la aptitud inclusiva de la célula que murió. Esto es un ejemplo de altruismo y como las colonias bacterianas se parecen a organismos multicelulares.
Otra teoría establece que los sistemas cromosómicos toxina-antitoxina están diseñados parar ser bacteriostáticos en vez de bactericida. RelE, por ejemplo, es un inhibidor de la traducción cuando hay ausencia de nutrientes y su expresión reduce la posibilidad de inanición al reducir los requerimientos nutricionales de la célula.  Un homólogo de la toxina mazF, llamado mazF-mx es esencial para la formación de cuerpos fructíferos en Myxococcus xanthus. Cuando los nutrientes se vuelven escasos en las bacterias que pululan, un grupo de 50,000 células converge para formar una estructura de cuerpo fructífero. La toxina maxF-mx es un componente de este mecanismo de nutriente-estrés; permite que un porcentaje de las células dentro del cuerpo fructífero forme myxoesporas. Ha sido sugerido que M. xanthus ha tomado el sistema toxina-antitoxina, reemplazando la antitoxina por su propio control molecular para regular su desarrollo.
También se ha propuesto que las copias cromosómicas de los sistemas toxina-antitoxina en plásmidos pueden servir como, módulos anti-adicción, un método para omitir un plásmido de progenie sin sufrir los efectos de la toxina. Un ejemplo de esto es la antitoxina en el genoma  Erwinia chrysanthemi que contrarresta la actividad tóxica de su contraparte, una toxina plásmido F.
Nueve posibles funciones propuestas de sistemas toxina-antitoxina son:
1. Basura - han sido adquiridos de plásmidos y se han conservado por su naturaleza adictiva.
2. Estabilización de parásitos genómicos – restos cromosómicos de transposones and bacteriófagos.
3. Alelos egoístas – alelos no adictivos que no son capaces de reemplazar alelos adictivos durante la recombinación, aunque puede ocurrir lo opuesto.
4. Regulación génica – algunas toxinas actúan como el medio general para la represión de la expresión génica,[22] mientras que otras son más específicas.[23]
5. Control de crecimiento – toxinas bacteriostáticas, restringen el crecimiento en lugar de eliminar ka célula huésped.[16]
6. Persistentes – algunas poblaciones de bacterias contienen, una sub-población de 'persistentes' controlados por los sistemas toxina-antitoxina que son de lento crecimiento, que aseguran a la población ante una pérdida catastrófica.[24]
7. Detención celular programada y preservación de los bienes comunes – la expicación altruista, demostrada por MazEF
8. Muerte celular programada –  parecida a la función de arriba, aunque algunos individuos deben tener un nivel de supervivencia al estrés para prevenir la destrucción de la población entera.
9. Mecanismo de antifagos– cuando los bacteriófagos interrumpen la transcripción y la traducción de la célula huésped, un sistema toxina antixoina puede ser activado para limitar la repliación del fago.[25][26]

Un experimento donde cinco sistemas toxina-antitoxina fueron eliminados de una cepa de E. coli no encontró evidencia de que los sistemas confieran una ventaja sobre el huésped. Este resultado emite dudas acerca de las hipótesis de control de crecimiento y la muerte programada de las células.

## Tipos de sistemas

### Tipo I
El sistema tipo I toxina-antitoxina se produce por un mecanismo de ARN de interferencia. La antitoxina produce un ARN interferente que se une al ARNm de la toxina, haciendo que sea degradado por varias vías, como la RNasa III, la oclusión de la secuencia Shine-Dalgarno o por el sitio de unión del ribosoma. Normalmente los genes de la toxina y la antitoxina se encuentran cada uno en una hebra distinta de ADN, pero solapantes; la región sobrepuesta 5' o 3' entre dos genes es el área relacionada con el emparejamiento de bases pares, normalmente entre 19-23 pares de bases contiguas.
Las toxinas de sistemas de tipo I son pequeñas, proteínas hidrofóbicas que confieren toxicidad al dañar las membranas celulares. Se han identificado muy pocos objetivos intracelulares en toxinas de tipo I, posiblemente debido a la dificultad de analauzar proteínas que son venenosas para los huéspedes bacteriales.
Los sistemas tipo I algunas veces incluyen un tercer componente. En el caso del sistema hok/sok, adempas de la toxina hok y la antitoxina sok hay un tercer gen, llamado mok. Esto soprepone casi completamente a la toxina, y la traducción de la toxina depende de la traducción de ester tercer componente.

### Tipo II

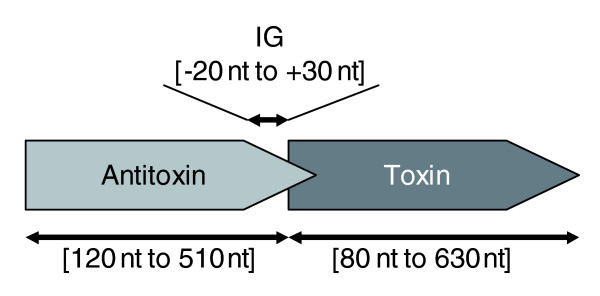
The genetic context of a typical type II toxin-antitoxin locus, produced during a bioinformatics analysis

Los sistemas tipo II toxina-antitoxina son generalmente mejor entendidos que el tipo I. En este sistema, una proteína lábil antitoxina se une fuertemente e inhibe la actividad de una toxina estable. La familia más grande de sistemas de tipo II toxina-antitoxina es vapBC, que gracias a búsquedas bioinformáticas ha sido encontrada representando entre 37 y 42% de todos los loci tipo II. Los sistemas tipo II se organizan en operones con la proteína de antitoxina normalmente localizados arriba de la toxina. La antitoxina inhibe la toxina al disminuir su expresión. Estas proteínas están formadas por alrededor de 100 aminoácidos, y exhiben toxicidad de diferentes maneras: la proteína CcdB, por ejemplo, afecta la girasa ADN al envenenar la ADN topoisomerasa II  mientras que MazF es una endoribonucleasa tóxica que corta ARNms en una secuencia específica. La actividad tóxica más común es la proteína actuando como endonucelasas.
Una tercera proteína puede algunas veces ser parte un sistema tipo II toxina-antitoxia.  En el caso de la adicción del módulo MazEF, además de la toxina y la antitoxina hay una proteína reguladora llamada MazG. La proteína MazG interactúa con la GTPasa de  E. coli  que hidroliza nucleosidos trifosfatos a monofosfatos.

### Tipo III
Los sistemas tipo III toxina-antitoxina tienen que ver con la interacción directa entre una proteína tóxica y un RNA antioxina. Los efectos tóxicos de la proteína son neutralizados por el gen de ARN. Un ejemplo es el sistema de toxina toxN de la bacteria patógena de plantas Erwinia carotovora. ToxN mide alrededor de 170 aminoácidos y se ha demostrados que es tóxico para E. coli. La actividad tóxica de ToxN es inhibida por el ARN ToxI, un ARN con 5.5 repeticiones de 36 nucelótidos. (AGGTGATTTGCTACCTTTAAGTGCAGCTAGAAATTC).

## Aplicaciones biotecnológicas
Las aplicaciones biotecnológicas de los sistemas toxina-antitoxina están empezando a ser notadas por varias organizaciones biotecnológicas. Un primer uso es mantener los plásmidos en un cultivo de una célula grande bacterial. En un experimento examinando la eficiencia del locus hok/sok, se encontró que la estabilidad segregacionista de un plásmido insertado expresando beta-galactosidasa incrementó entre 8 y 22 veces comparado con el cultivo de control que no tenía el sistema toxina-antitoxina.
Además los sistemas toxina-antitoxina puedes ser un objetivo para futuros antibióticos. Módulos de suicidio inducido contra patógenos puede ayudar a combatir el crecimiento de la resistencia a distintos fármacos.
Asegurar que un plásmido acepte un incerto es un problema común de la clonación de ADN. Los sistemas toxina-antipxina puedes ser usados para seleccionar únicamente las células que han tomado un plásmido que contenga el gen de interés, y descartando los que no tengan el gen de interés. Un ejemplo de está aplicación es la toxina codificada-CcdB, que ha sido incorporada en vectores de plásmidos. El gen de interés luego es marcado para recombinar en el locus de CcdB, inactivando la transcripción de la proteína toxina. Entonces, las células conteniendo los plásmidos pero no el inserto, mueren debido a los efectos tóxicos de la proteína CcdB y sólo aquellos con el inserto sobreviven.
Otro ejemplo de aplicación relaciona a la toxina CcdB y a la antitoxina CcdA. La toxina CcdB se encuentra en genoma bacteriales recombinantes y una versión incactivada de CcdA se inserta en vectores de plásmidos linearizados. Una secuencia extra más corta es agregada al gen de interés que activa la antitoxina cuando la isrción ocurre. Este método asegura la orientación específica en la inserción de genes.
Los organismos genéticamente modificados deben ser contenidos en un área pre-definida durante la investigación. Los sistemas toxina-antitoxina puedes causar el suicidios de las células en ciertas condiciones, como falta de medio específico para su crecimiento dentro de laboratorio, que no encontrarían fuera del ambiente de laboratorio.